# Les Élus de la mer
Pour plus de détails, voir Fiche technique et Distribution.
Les Élus de la mer est un film français réalisé par Marcel Dumont et Gaston Roudès, sorti en 1925.
Adapté d'une nouvelle de Georges-Gustave Toudouze, le film a été projeté le 6 mars 1925 au ministère de la Marine, qui a demandé quelques adaptations pour le rendre conforme à l'objectif de promotion de la marine française.

## Fiche technique
- Réalisation : Marcel Dumont et Gaston Roudès
- Scénario : d'après la nouvelle Les Élus de la Mer de Georges-Gustave Toudouze[2]
- Production : Les Productions Gaston Roudès
- Distributeur d'origine : 	Phocéa-Location
- Photographie : André Reybas, André Dantan
- Durée : 2 050 m[3]
- Date de sortie : 8 mai 1925[4]

## Distribution
- Jean Dehelly : Jacques de Larzac
- Simone Vaudry : Renée Darlay
- Suzanne Munte : Madame de Larzac
- Gaston Modot : Pascal Lagadec
- Léonce Cargue : Pierre de Mylos
- Olivier de Romero : Monsieur Darlay
- Albert Combes : Pierre de Larzac
- Paul Ollivier : Monsieur de Larsac